# Sorsogon Ayta jezik
Sorsogon Ayta jezik  (ISO 639-3: ays), jedan od centralnofilipinskih jezika, šire filipinske skupine, kojim u suvremeno vrijeme govori svega 18 ljudi od 180 etničkih Ayta u filipinskoj provinciji Sorsogon.
Prema starijoj klasifikaciji pripadao je mezofilipinskoj skupini malajsko-polinezijskih jezika. I jezično i etnički su pred izumiranjem zbog miješanja sa susjednim etničkim grupama. 

## Vanjske poveznice
- Ethnologue (14th)